# NGC 207
NGC 207 é uma galáxia espiral (Sa) localizada na direcção da constelação de Cetus. Possui uma declinação de -14° 14' 11" e uma ascensão recta de 0 horas, 39 minutos e 40,7 segundos.
A galáxia NGC 207 foi descoberta em 7 de Dezembro de 1857 por William Parsons.